# صنایع هوافضای ترکیه
صنایع هوافضای ترکیه (به ترکی استانبولی: Türk Havacılık ve Uzay Sanayi) مرکز تحقیق، توسعه، بازاریابی، به روزرسانی و خدمات پس از فروش سامانه‌های هوانوردی در کشور ترکیه است. بیش از نیمی از سهام این شرکت متعلق به نیروهای مسلح این کشور است.